# 곽태진
곽태진(郭泰珍, 일본식 이름: 苞山泰珍, 1917년 5월 18일 경상북도 고령군 ~ 2006년 4월 12일 서울)은 대한민국의 정치인이다. 제2·5대 국회의원을 지냈다.

## 약력
- 건국대학교 법정대학 정치외교학과를 나왔다.
- 한민당 경북도당 청년부장 겸 사무총장
- 민주국민당 중앙상무위원
- 민주당 중앙상무위원
- 민정당 달성 고령지구당 위원장
- 민정당 전국 당대회 부의장
- 신민당 달성ㆍ고령ㆍ경산 지구당 위원장
- 신민당 지도위원
- 1981년 민권당 부총재[1]
- 건국대학교 기성회 이사
- 독립운동가연맹 이사
- 1942년쯤 항일 비밀결사인 호의단(護義團)을 주도적으로 조직해 항일투쟁을 전개하다가
- 1945년 일경에 체포돼 대구형무소에서 사형선고를 받고 옥고를 치르던 중 광복을 맞아 출옥했다.

- 1963년과 1990년에 제2대, 제5대 국회의원을 역임하여 대통령 표창과 건국훈장 애족장을 받았다.[2]
- 2006년 4월 12일 노환으로 별세.
- 장지는 대전국립묘지 애국지사 제3묘역이다.

## 역대 선거 결과
|  | 31.55% |

|  | 41.29% |

|  | 20.52% |

|  | 24.51% |

|  | 42.51% |

|  | 19.02% |

|  | 13.35% |

|  | 6.7% |